# Torre dello Zenobito
La Torre dello Zenobito est l'une des quatre tours côtières de l'île de Capraia, dans l'archipel toscan, en mer Tyrrhénienne.

## Description
La tour génoise doit son nom à un ancien monastère (cenobio) du début du Moyen Âge, qui se trouvait à proximité  et qui avait donné son nom à la plaine voisine de Zenobito.
La tour actuelle a été construite par les Génois en 1545 pour se prémunir contre les raids ennemis des corsaires. Par divers types de signaux, il était en contact avec le Forte di San Giorgio et les autres tours de Corse.
La tour a une base circulaire et domine la suggestive Cala Rossa. On peut y accéder par voie terrestre avec deux sentiers : un côtier, connu sous le nom de Zenobito, officiellement inauguré le 27 mai 2018, et un interne, qui passe par le sémaphore de Monte Arpagna. Ce sont des excursions exigeantes sur des routes ou des sentiers muletiers, d'une durée d'environ trois ou cinq heures depuis le port de l'île.
La tour, qui n'a pas été restaurée, est à l'origine assez similaire en apparence à sa jumelle Torre del Porto, dont elle est une copie plus grande. L'intérieur se compose de trois étages superposés dont l'un est central et dominé par une grande cheminée en pierre de lave.

## Galerie

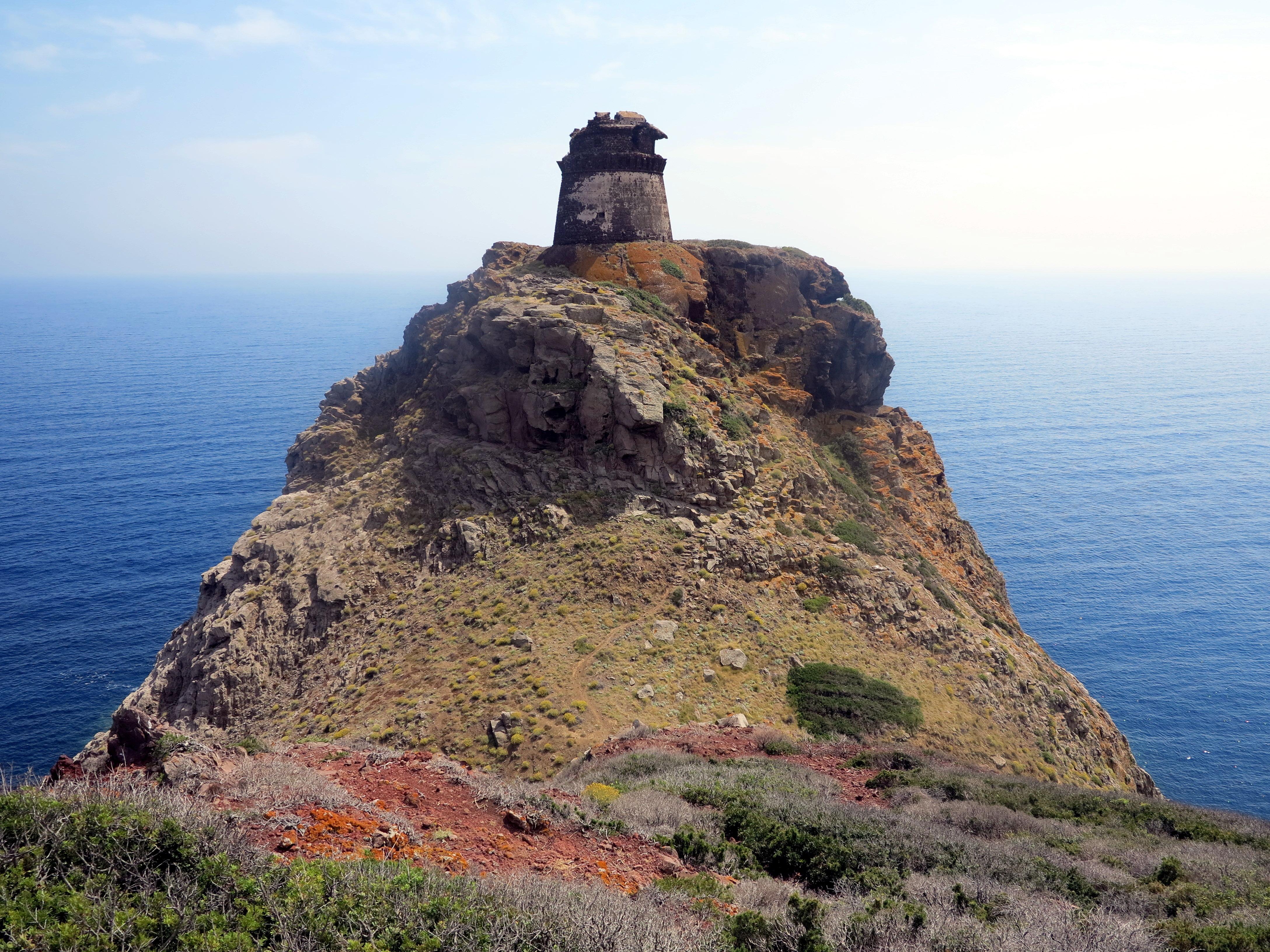
La tour génoise sur son piton rocheux.
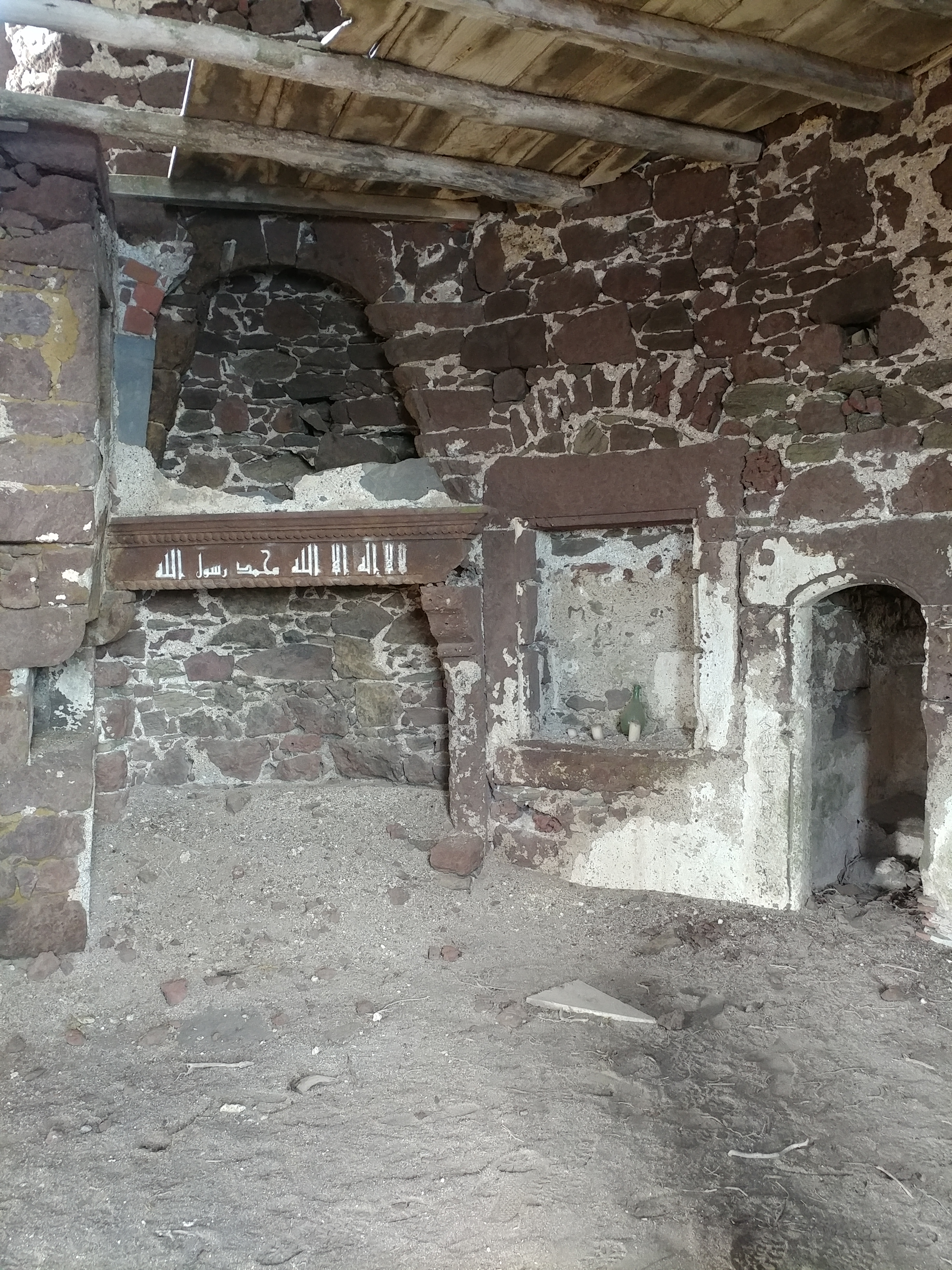
Intérieur de la tour.
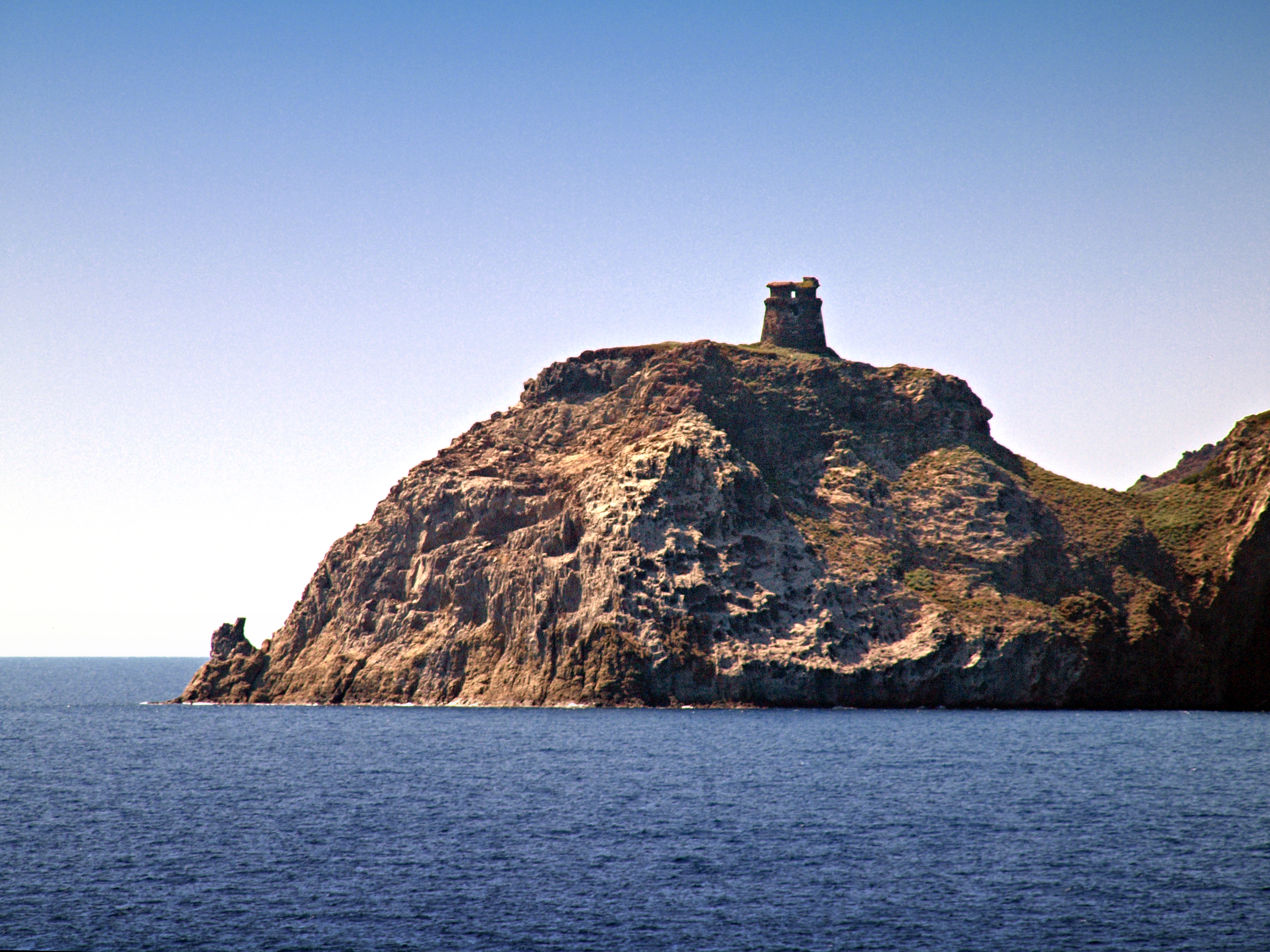
Vue de la mer.